# Fabulosas flores
Fabulosas flores es una comedia de situación chilena emitida por La Red en 2015. Ganadora de fondos del Consejo Nacional de Televisión de Chile y realizada por la productora Valcine. Producida por Franco Valsecchi. Dirigida por Arnaldo Valsecchi, con la asistencia de Leonardo Valsecchi. Escrita por este último, Nicola Leighton y Juan Pablo Larraín.
Protagonizada por Ana Reeves, Nicolás Saavedra, Angie Jibaja y Magdalena del Río.
La serie cuenta la historia de Manuela, una dulce adulto mayor recientemente viuda, que con el apoyo de un crédito estatal exclusivo para mujeres decide emprender en el rubro taxis y fundar Transportes Flores. Con la ayuda de su socia, su atolondrado hijo, su nieta sabelotodo y de la hija peruana no reconocida de su difunto marido, Manuela luchará por sacar adelante a su familia y sobrevivir al caos que la rodea, mientras intenta resistir en un negocio caracterizado por el machismo.

## Elenco
- Anita Reeves como Manuela Flores del Campo Vda de Ramos
- Nicolás Saavedra como Jaime Byron "Jimmy" Ramos / Jenny
- Magdalena del Río como Isidora "Isi" Eguiguren
- Luna Martínez como Pamela Ramos
- Angie Jibaja como Zaida Mamani'
- Tomás Vidiella como Leopoldo "Leíto" Ramos.
- Daniela Palavecino como Claudia Cortés, ejecutiva de créditos estatales de Manuela
- Otilio Castro como César, ex colega del esposo de Manuela
- Patricio Strahovsky como Fernando Eguiguren, padre de Isi
- Andrea Freund como Carmen de Eguiguren, madre de Isi
- Francisco Celhay como Marco Antonio, novio de Isi
- Sergio Hernández como Ítalo/Jorge, enamorado de Manuela
- Pablo Venegas como Simón, amigo y enamorado de Pamela
- Tomás Martic Guazzini como Benjamín Eguiguren, hermano menor de Isi
- Daniela Mateluna como Javiera, amiga y compañera de colegio de Pamela
- Estefanía Villalobos como Ester, compañera de colegio de Pamela
- Jaime Omeñaca como Wilfredo Alegría, mánager de "Jenny"
- Fernando Gómez-Rovira como Padre Ramiro, guía espiritual de Manuela
- Paola Santis como Carmen, nana de los Eguiguren
- Guilherme Sepúlveda como Tomás Soto, amigo y enamorado de Isi
- Teresa Münchmeyer como Vecina de Manuela
- Kiki Rojo como Mamá de Simón'
- Marilú Cuevas como Bárbara, jefa que acosa a Jimmy.
- Julio Jung como Vecino de Zaida
- Consuelo Holzapfel como Esposa de Ítalo/Jorge
- Felipe Álvarez como Damián, pinche gay de Pamela
- Emilio Edwards como Gustavo Eguiguren, hermano mayor de Isi
- Josefina Velasco como Yasil Sairafi, esposa desconocida de Leíto
- Adrián Salgado como Edwin
- César Quintanilla como Vicuña
- Ernesto Gutiérrez como Florencio, nuevo vecino de Isi y Zaida
- Diana Sanz como 'Matilde, esposa de Florencio
- Guru-Guru como Él mismo